# Cedarville (Illinois)
Cedarville es una villa ubicada en el condado de Stephenson en el estado estadounidense de Illinois. En el Censo de 2010 tenía una población de 741 habitantes y una densidad poblacional de 634,37 personas por km².

## Geografía
Cedarville se encuentra ubicada en las coordenadas 42°22′32″N 89°38′10″O / 42.37556, -89.63611. Según la Oficina del Censo de los Estados Unidos, Cedarville tiene una superficie total de 1.17 km², de la cual 1.17 km² corresponden a tierra firme y (0%) 0 km² es agua.

## Demografía
Según el censo de 2010, había 741 personas residiendo en Cedarville. La densidad de población era de 634,37 hab./km². De los 741 habitantes, Cedarville estaba compuesto por el 97.17% blancos, el 0.54% eran afroamericanos, el 0.27% eran amerindios, el 0.13% eran asiáticos, el 0% eran isleños del Pacífico, el 0.67% eran de otras razas y el 1.21% pertenecían a dos o más razas. Del total de la población el 1.48% eran hispanos o latinos de cualquier raza.